# الصناعة البتروكيميائية

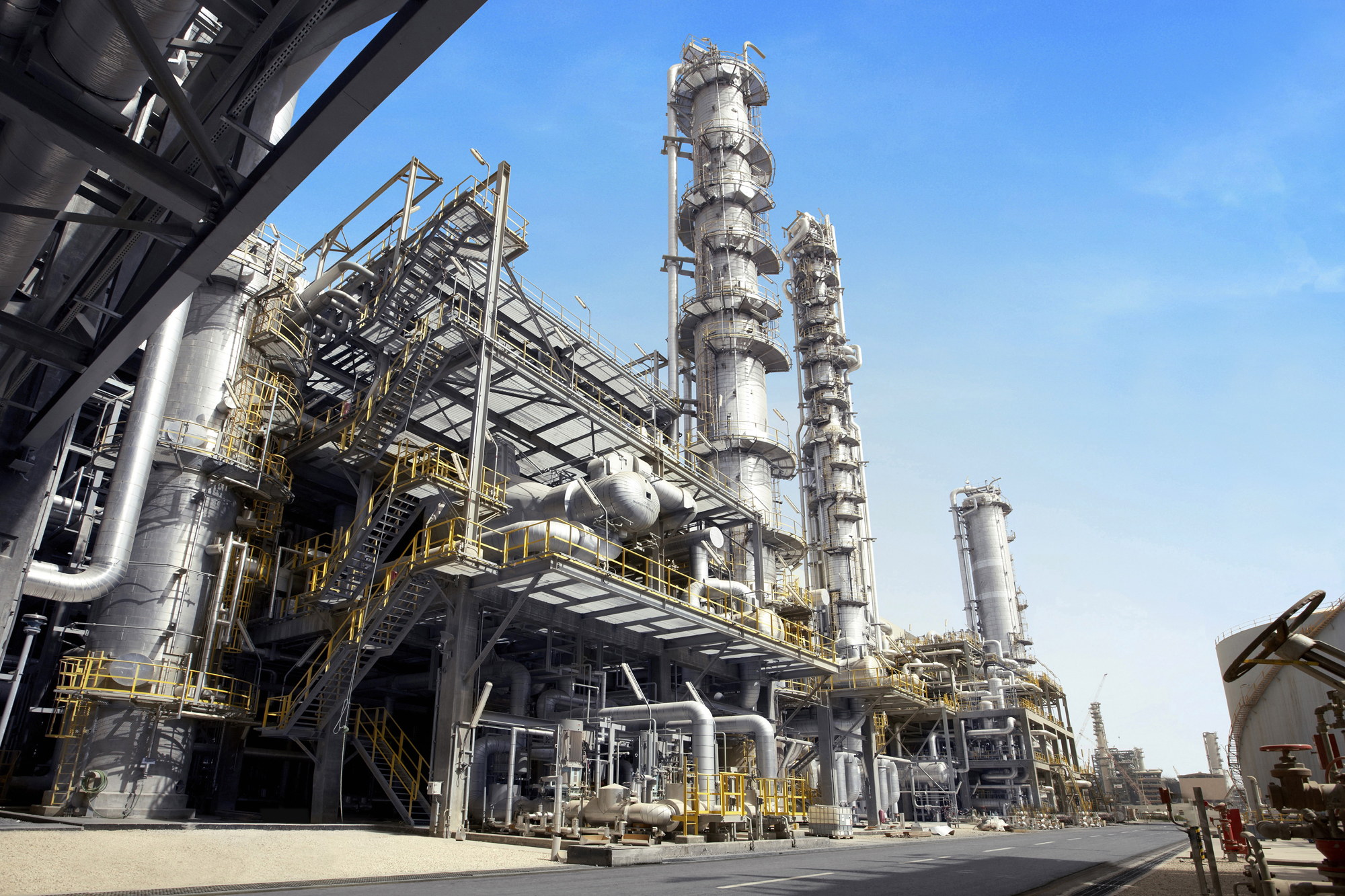

الصناعات البتروكيميائية تسمى (بالانجليزية : Petrochemical industry) وهي الصناعات المعنية بمعالجة المنتجات البتروكيميائية وتجارتها وترتبط مباشرة مع صناعة البترول خصوصا في قطاع تكرير النفط الخام ومعالجتة ويعد البلاستيك البوليمر من أكثر المنتجات البتروكيميائية شيوعا.

## الشركات

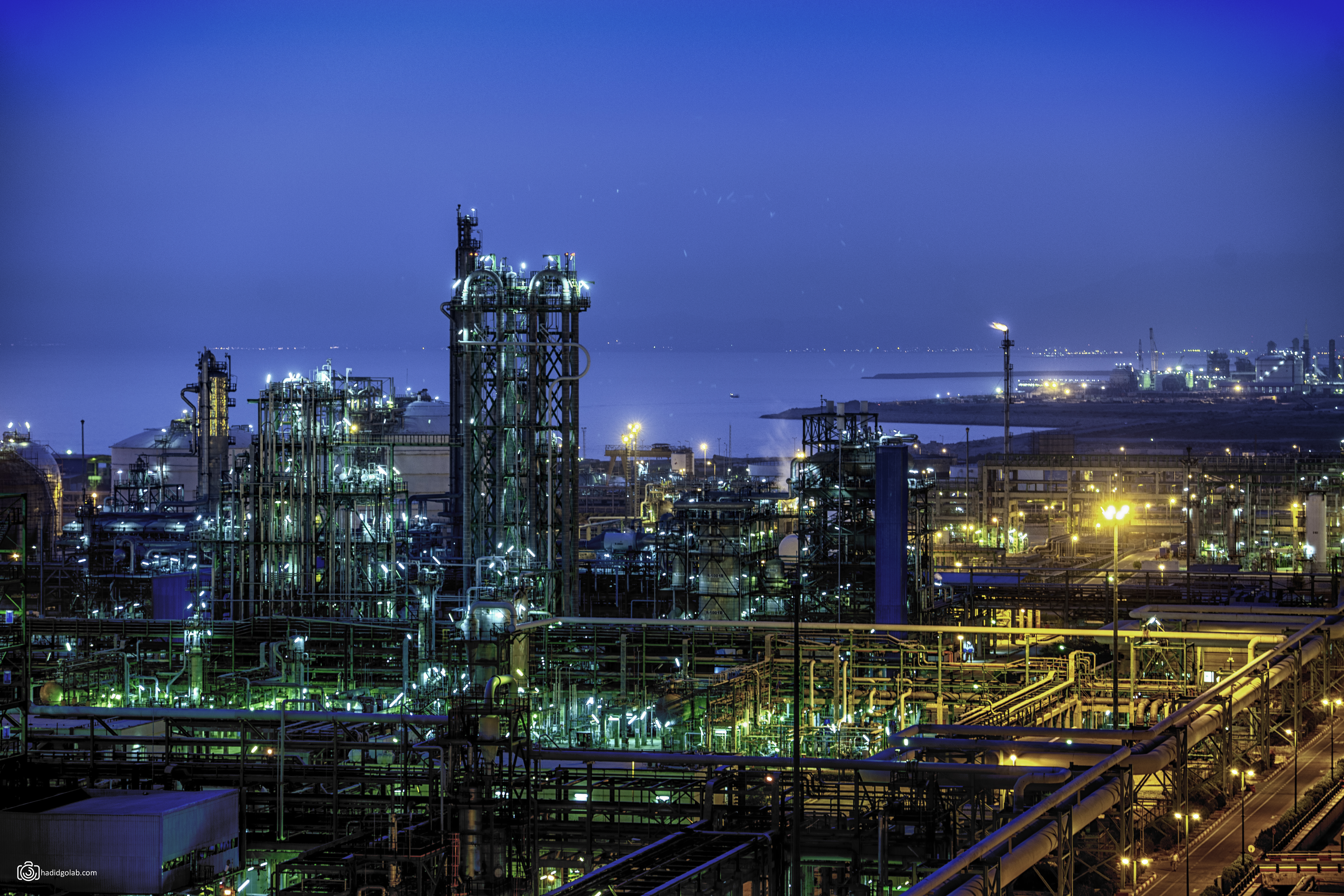
جم بيلين للبتروكيماويات، عسلویه، ایران

أكبر عشر شركات بتروكيماويات عالمية استنادًا إلى عائدات عام 2008 - باستثناء الشركات المملوكة للدولة:
| الشركة                 | بلد              | إيرادات عام 2008 (مليار دولار) |
| ---------------------- | ---------------- | ------------------------------ |
| باسف                   | ألمانيا          | 62.30                          |
| شركة داو كيميكال       | الولايات المتحدة | 57.51                          |
| إكسون موبيل            | الولايات المتحدة | 55                             |
| ليونديل باسيل للصناعات | هولندا           | 51                             |
| INEOS                  | المملكة المتحدة  | 47                             |
| سابك                   | السعودية         | 37.66                          |
| شركة فورموزا بلاستيك   | تايوان           | 31.5                           |
| سوميتومو كيميكال       | اليابان          | 16.65                          |
| داو دوبونت             | الولايات المتحدة | 31.83                          |
| شيفرون فيليبس          | الولايات المتحدة | 13                             |

### البلدان والمواقع
- مجمع مارون للبتروكيماويات.
- صناعة البتروكيماويات في نيجيريا.

## المؤتمرات
- مؤتمر آسيا لصناعة البتروكيماويات.
- المؤتمر الدولي للبتروكيماويات من قبل AFPM.[2]

## ذات صلة
- شركات تصنيع الوقود والبتروكيماويات الأمريكية (AFPM).
- الرابطة الأوروبية للبتروكيماويات.
- الاتحاد الخليجي للبتروكيماويات والكيماويات.

## الجوائز
- ميدالية «لنزع التربة الجوفية وتوسيع مجمع البتروكيماويات في غرب سيبيريا».
- جائزة التراث البتروكيماوي.[3]